# Bantè
Bantè is een van de 77 gemeenten (communes) in Benin. De gemeente ligt in het departement Collines en heeft een oppervlakte van 2.695 km². Bantè telt 107.181 inwoners (2013). De gemeente is opgedeeld in negen arondissementen:
- Agoua
- Akpassi
- Atokolibé
- Bantè
- Bobè
- Gouka
- Lougba
- Koko
- Pira

## Geografie
De gemeente ligt in het noorden van Collines op 287 kilometer van Cotonou. Bantè grenst in het westen aan Togo. De gemeente ligt op een schiervlakte die oploopt van 200 meter in het zuiden bij Gouka tot 300 meter in het noorden bij Pira. Verspreid over het centrum en het noorden liggen enkele heuveltoppen boven de 400 meter: Mont Koubètè en Mont Oladjè bij de stad Bantè, Mont Kagourè ten noorden van Pira, Mont Tobé bij Koko en Mont Loya bij de Togolese grens. Het landschap bestaat voornamelijk uit bossavanne. In het zuidwesten van de gemeente ligt het beschermd bos van Agoua, dat echter sterk bedreigd wordt door menselijke exploitatie. De belangrijkste rivier is de Odjouro.
De autoweg Cotonou – Dassa-Zoumè – Djougou loopt door de gemeente.
Het klimaat kent twee seizoenen: een droog seizoen van december tot maart en een regenseizoen van april tot november.

## Economie
De belangrijkste economische activiteit is de landbouw. Hieronder valt de bijenteelt, die vooral in Koko en zijn beschermd bosgebied van 500 hectare wordt beoefend. Daarnaast is de handel economisch belangrijk.

## Bevolking
In 2002 telde de gemeente 82.129 inwoners. In 2013 waren dit 107.181 inwoners.
De grootste bevolkingsgroep vormen de Isha (Yoruba). Verder wonen er Ifè, Idasha, Mahi, Holli en Fulbe.
Volgens de volkstelling van 2002 was 49,8% van de bevoking katholiek, 8,4% protestants, 17% moslim en 12,5% hing een inheemse godsdienst aan.
Opm: Bevolkingscijfers in duizendtallen
Bron: Bantè Commune in Benin; 1979-2013: volkstellingen
Bron: Institut National de la Statistique Benin; 2013: volkstelling

## Geschiedenis
In de koloniale tijd werd Bantè een kanton van de cercle Savalou. In 1978 werd Bantè een onderprefectuur en later een gemeente.
In 2020 was Edmond Babalekon Laourou burgemeester (maire).

## Afbeeldingen

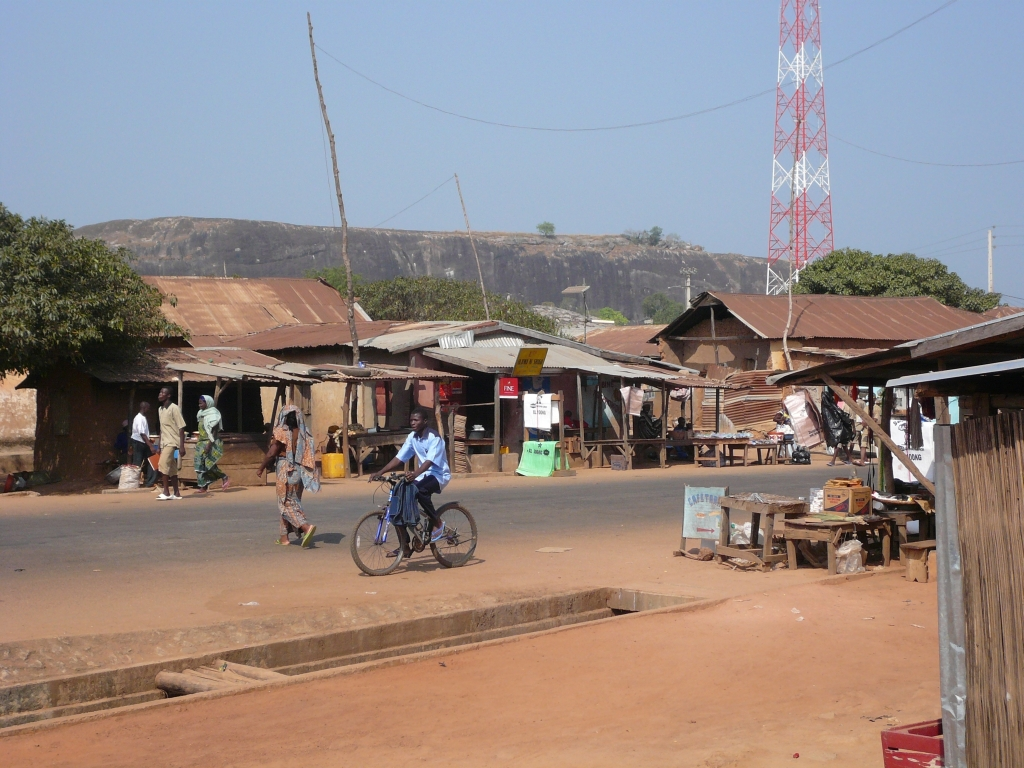
Straatbeeld in Bantè
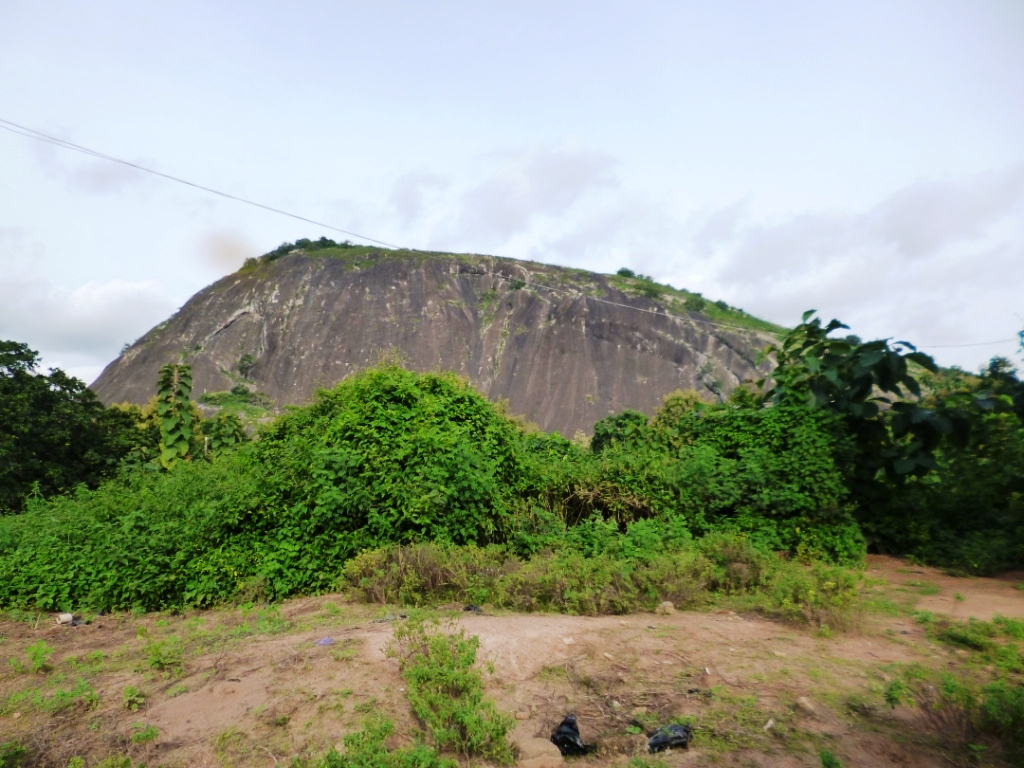
Mont Koubètè
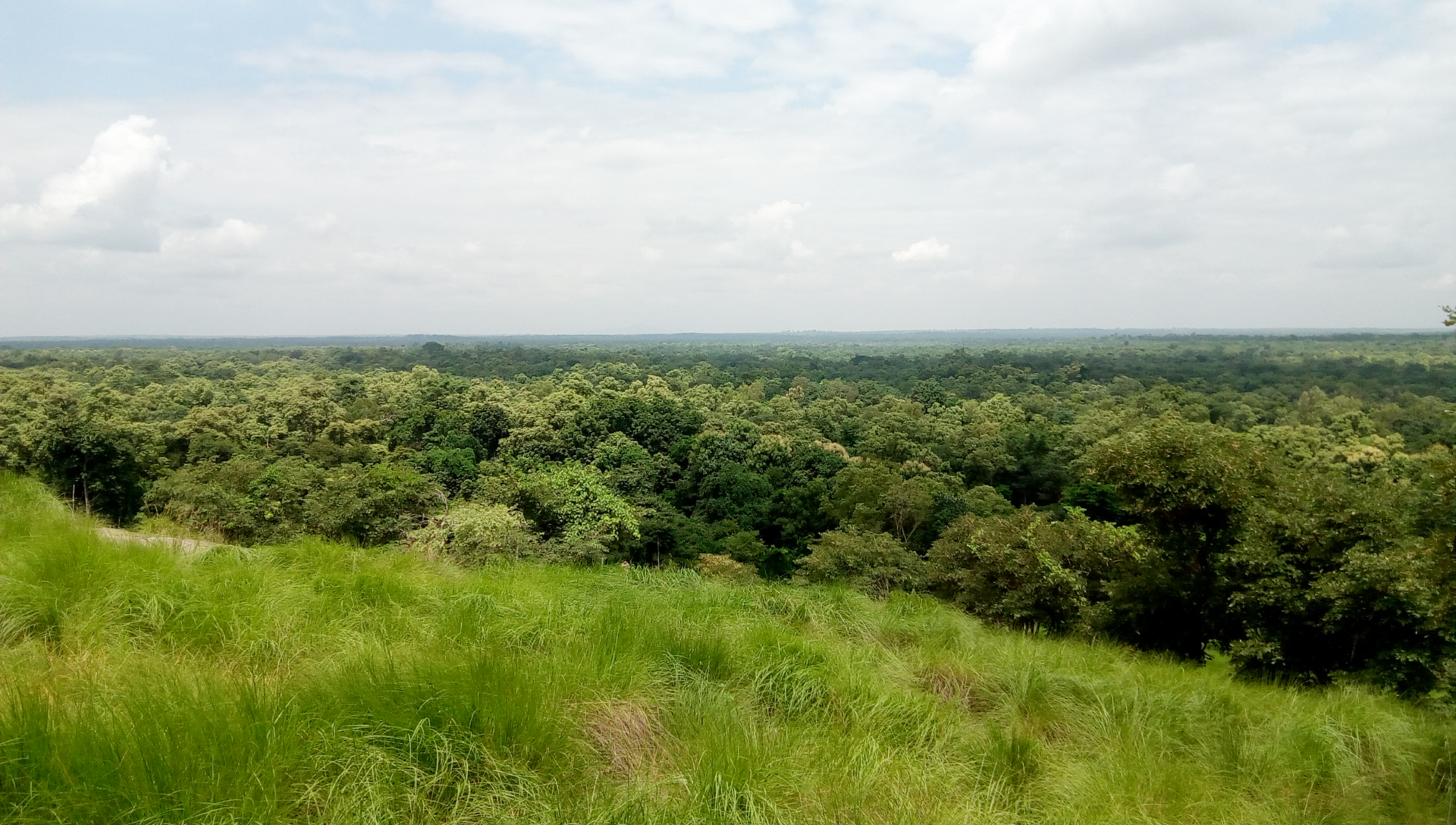
Bos bij Mont Tobé